# Ștefan Luchian
Stefan Luchian (Stefanesti, 1 de febrero de 1868-Bucarest, 28 de junio de 1916) fue un pintor rumano conocido por sus pinturas de paisajes y naturalezas muertas. 

## Biografía
Nació en Stefanesti, hijo de Dumitru Luchian y de Elenei Chiriacescu. Su vocación por la pintura le llegó cuando era pequeño. Stefan se oponía a que su madre le inscribiera una escuela militar. En 1873 él y su familia se mudan a Bucarest. En 1885 se inscribe en la clase de pintura de la Escuela Nacional de Bellas Artes, la cual aprueba en 1889 y obtiene una medalla de bronce. Todo este tiempo de formación tuvo un maestro que le ayudó a desarrollar su personalidad, llamado Nicolae Grigorescu.
En el otoño del 1889 se va a Münich, donde estudia dos semestres en la academia de Bellas Artes y ejecuta copias de las obras de Correggio y Rembrandt. Vuelve a su país en 1890 y participa en la primera exposición del Círculo artístico. Al año siguiente va a París, donde estudia en la Academia Julian y conoce la vida parisina. 
De vuelta en Bucarest, será en 1896 el principal iniciador de "La exposición de los artistas independientes". En 1900 participa en la "Exposición Universal" de París. En el mismo año sufre las primeras manifestaciones de la enfermedad de la médula espinal, conocida posteriormente como esclerosis múltiple, que después de muchas mejoras y agravaciones, lo deja sin movilidad para el resto de su vida. A pesar de eso, continúa trabajando en sus cuadros y al final en 1915 los expone en muchos museos. 
Entre todas sus obras, el único quien compró una sola fue el pintor Grigoescu. De 1909 hasta su muerte estuvo en la cama a causa de la gravedad de la enfermedad. Luchian falleció el 28 de junio de 1916. La mayoría de los cuadros que pintaba eran temas de naturaleza y de jarrones con flores, en colores pasteles al óleo.